# Andreas Jakob von Dietrichstein
Pour les articles homonymes, voir Famille de Dietrichstein et Dietrichstein (homonymie).
Le comte  Andreas Jakob von Dietrichstein, né le 27 mai 1689 à Iglau et mort le 5 janvier 1753 à Salzbourg, est un prélat autrichien, Prince-Archevêque de Salzbourg de 1744 à sa mort.